# Basilio Rosell
Basilio Rosell (14 de marzo de 1902, Los Arabos, Matanzas Cuba - 15 de noviembre de 1994, Ciudad de México) de apodo “El Brujo”, beisbolista cubano que radicó en México. Jugó como pitcher en Cuba, Estados Unidos y México y luego como entrenador.
En Cuba jugó 6 temporadas: con Cienfuegos, Almendares, Santa Clara, Central y Marianao, acumulando 28 victorias y 36 derrotas en 98 juegos lanzados.
En Estados Unidos estuvo en las Ligas Negras, vistiendo los colores de los Cuban Stars (West) en las temporadas de 1926 a 1928 y Cuban Stars (East) en 1929.
En México jugó utilizando los uniformes de los equipos Fabriles-Aztecas, Agrario, Anáhuac, Torreón y México acumulando 19 victorias y cuatro derrotas.  

## Inicios
Empezó a los 15 años de edad, y se da a conocer con una blanqueada de 9-0 ante equipo Araguas. Debutó como pitcher en 1925 con el equipo Central de Santiago de Cuba. Ese año con el equipo Estrellas de Matanzas, se enfrentó a Martín Dihigo de la novena de Recreo, donde Rosell bateó dos hits y un jonrón. Mientras que Dihigo conectó un doble, triple y cuadrangular.
En 1926-27, juega para el Cienfuegos de la Liga profesional Cubana de Béisbol, bajo la dirección de Agustín Molina. En 1929 juega con los Cuban Star de Alejandro Pompez en Estados Unidos. El año siguiente lo hace con el Santa Clara junto con Satchel Paige, Ramón Bragaña y otras estrellas. Obtuvo el mote de “El Brujo” por la magia en su desempeño, durante su estancia en las ligas menores de Estados Unidos.

## En México
En 1930 migra a México, y estando allí, alternó actuaciones tanto en Cuba como en México. En 1932, "El Brujo" ya tenía la categoría de pitcher estelar. Ese año, Homobono Márquez organizaba los llamados "pick team" que jugaban series internacionales los fines de semana en el Parque Delta. Ahí, Rosel en dos días seguidos y lanzando juegos completos, dio al Aztecas dos triunfos de 2-1 y 1-0 sobre el Chattanooga, de Estados Unidos, una de sus varias hazañas en su carrera sobre los diamantes. Rosell llevó al campeonato al equipo Agrario. 
El 7 de marzo de 1936 en el estadio “La Tropical” de La Habana Cuba, venció 2-1 a los Cardenales de San Luis, en 11 entradas ante Roy Parmelee. El día siguiente volvió a ganarles 7-6, cuando relevó a Luis Tiant padre.
En 1937, fue el primer año que se llevaron estadísticas en la Liga Mexicana de Béisbol. Ahí ya se contabilizó que Rosell ese año, fue campeón de ponches al lanzar con el equipo del Agrario con 71 y el mejor en juegos ganados con 11. Ese mismo año con el equipo de La Habana superó 2-1 al afamado Carl Hubbell de los Gigantes de Nueva York, -primer equipo de Ligas Mayores basado en Nueva York y jugaban en el Polo Grounds-.
Rosell se retiró por lesiones en el brazo, el 18 de septiembre de 1947 con los Diablos Rojos del México, contra los Tuneros en el estadio 20 de noviembre de San Luis Potosí. 

## Manejador
“El Brujo” siguió en el béisbol, como entrenador de los Rojos del México. A los 44 años, el viernes 28 de junio de 1946 se hizo nuevamente un hombre leyenda, cuando perdían 3-2 los Rojos contra los Azules. Los Azules sacaron al pitcher y metieron a Max Lanier en relevo en la 9na entrada. La contraofensiva de Ernesto Carmona, metió a Rosell a batear, aunque ya no estaba activo sino era auxiliar, y teniendo hombre en segunda, conectó un doblete nunca esperado al gran lanzador zurdo Max Lanier, y los rojos, terminaron ganando el partido.
Lanier venía de los Cardenales de San Luis, de las Ligas Mayores de Estados Unidos con récord de 6-0, cuando lo trajo Jorge Pasquel para sus Azules del Veracruz, y en la Liga Mexicana se mantenía invicto hasta aquella tarde en el Delta cuando jugaron Azules y los Rojos. Ese año fue Lanier el lanzador campeón de la Liga Mexicana con 1.93 de efectividad, terminando con récord de 8-3. Rosell tuvo otras intervenciones exitosas en su carrera, y se convertía en leyenda de nuestro béisbol como bateador emergente contra otro de los gran pitcher mexicano Jesús "Cochihuila" Valenzuela, en Tampico.
Rosell fue el inventor del nombre de “Diablos” para el equipo rojo, los que adoptaron el nombre de "Diablos Rojos" cuando los dirigió en 1950. Sin problema daba autógrafos. siempre vestido elegante, con traje a rayas, sobrero crema y zapatos de dos colores. En el retiro, Basilio, trabajó como policía de tránsito, empleado, y administrador del Mercado San Juan en el D. 
F.

## Reconocimientos
Rosell ingresó al Salón de la Fama del Béisbol Mexicano en 1978. También fue ingresado al Salón de la fama del béisbol cubano en Estados Unidos en 1985. 